# Скаларни производ вектора
Скаларни производ вектора је бинарна операција која као аргументе узима два вектора а резултат јој је скалар.  То је посебан случај унутрашњег множења простора. Ако су ова два вектора a и b из векторског простора V, запис ове операције је следећи:
{\displaystyle (a,b)\mapsto a\cdot b}
Скаларним производом се зове свако пресликавање које има следеће особине:
{\displaystyle (u+v)\cdot w=u\cdot w+v\cdot w}
{\displaystyle (\alpha u)\cdot v=\alpha (u\cdot v)}
{\displaystyle u\cdot v=v\cdot u}
{\displaystyle u\neq 0\Rightarrow u\cdot u>0}
При чему су u, v и w вектори из V а α произвољан реалан број.
Скаларни производ вектора {\displaystyle {\vec {x}}} и {\displaystyle {\vec {y}}} се дефинише на следећи начин:
{\displaystyle {\vec {x}}\cdot {\vec {y}}=|{\vec {x}}|\,|{\vec {y}}|\,\cos \measuredangle \left({\vec {x}},{\vec {y}}\right)=x_{1}\,y_{1}+x_{2}\,y_{2}+\ldots +x_{n}\,y_{n}}
Притом су {\displaystyle |{\vec {x}}|} и {\displaystyle |{\vec {y}}|} интензитети тих вектора, одређених следећим координатама:
{\displaystyle {\vec {x}}=(x_{1},x_{2},\dots x_{n})} и {\displaystyle {\vec {y}}=(y_{1},y_{2},\dots y_{n})}
Пример скаларног множења вектора (1, 3, −5) и (4, −2, −1) у тродимензионалном простору: 
{\displaystyle {\begin{aligned}&(1,3,-5)\cdot (4,-2,-1)\\&=1\cdot 4+3\cdot (-2)+(-5)\cdot (-1)\\&=4-6+5\\&=3\end{aligned}}}

## Доказ
Формула :{\displaystyle {\vec {x}}\cdot {\vec {y}}=|{\vec {x}}|\cdot |{\vec {y}}|\cdot \cos \measuredangle \left({\vec {x}},{\vec {y}}\right)} се може доказати посматрањем два вектора са заједничким почетком и њихове разлике:
Ако је {\displaystyle \gamma }, угао између два вектора чији скаларни производ треба пронаћи, коришћењем косинусне теореме може се писати:
{\displaystyle |{\vec {c}}|^{2}=|{\vec {a}}|^{2}+|{\vec {b}}|^{2}-2|{\vec {a}}||{\vec {b}}|\cdot \cos {\gamma }}
Пошто је {\displaystyle {\vec {c}}} једнак {\displaystyle {\vec {b}}-{\vec {a}}}, следи: 
{\displaystyle |{\vec {b}}-{\vec {a}}|^{2}=|{\vec {a}}|^{2}+|{\vec {b}}|^{2}-2|{\vec {a}}||{\vec {b}}|\cdot \cos {\gamma }}
Одакле се налази:
{\displaystyle \left({\vec {b}}-{\vec {a}}\right)\cdot \left({\vec {b}}-{\vec {a}}\right)={\vec {a}}\cdot {\vec {a}}+{\vec {b}}\cdot {\vec {b}}-2|{\vec {a}}||{\vec {b}}|\cdot \cos {\gamma }}
{\displaystyle {\vec {b}}\cdot {\vec {b}}-2{\vec {a}}\cdot {\vec {b}}+{\vec {a}}\cdot {\vec {a}}={\vec {a}}\cdot {\vec {a}}+{\vec {b}}\cdot {\vec {b}}-2|{\vec {a}}||{\vec {b}}|\cdot \cos {\gamma }}
Одатле се добија коначна формула:
{\displaystyle {\vec {a}}\cdot {\vec {b}}=|{\vec {a}}||{\vec {b}}|\cdot \cos {\gamma }.}

## Ортогонални вектори
Заменом вредности угла у претходној формули за случај да су вектори {\displaystyle {\vec {x}}} и {\displaystyle {\vec {y}}} узајамно нормални добија се:
{\displaystyle {\vec {x}}\cdot {\vec {y}}=0}.
Ова особина је често корисна за доказивање да су вектори узајамно нормални, јер је за то довољно и неопходно да им скаларни производ буде једнак нули.

## Особине
Скаларни производ вектора поседује следеће особине:
- комутативност

{\displaystyle {{\vec {a}}\cdot {\vec {b}}}={{\vec {b}}\cdot {\vec {a}}}}
- дистрибутиван је у односу на сабирање

{\displaystyle ({\vec {a}}+{\vec {b}})\cdot {\vec {c}}={\vec {a}}\cdot {\vec {c}}+{\vec {b}}\cdot {\vec {c}}}
- у општем случају није асоцијативан
- за њега важи следеће:

{\displaystyle (\alpha {\vec {a}})\cdot {\vec {b}}={\vec {a}}\cdot (\alpha {\vec {b}})=\alpha {\vec {a}}\cdot {\vec {b}}}

## Коришћење за израчунавање интензитета вектора
Коришћењем скаларног производа вектора може се извести формула за интензитет вектора.
Пошто је:
{\displaystyle {\vec {x}}\cdot {\vec {y}}=\sum _{i=1}^{n}x_{i}y_{i}={x_{1}}{y_{1}}+{x_{2}}{y_{2}}+\dotsb +{x_{n}}{y_{n}}.}
За специјалан случај када је {\displaystyle {\vec {x}}={\vec {y}}} једнакост прелази у:
{\displaystyle {\vec {x}}\cdot {\vec {x}}={x_{1}}^{2}+{x_{2}}^{2}+{x_{3}}^{2}+\dots +{x_{n}}^{2}}
На основу тога се закључује:
{\displaystyle |{\vec {x}}|={\sqrt {{\vec {x}}\cdot {\vec {x}}}}={\sqrt {{x_{1}}^{2}+{x_{2}}^{2}+\dots +{x_{n}}^{2}}}.}
Овај образац представља формулу за израчунавање интензитета вектора.

## Примена у физици
Пошто су сами вектори примењиви у физици и скаларни производ вектора налази примену у њој.
Тако се на пример рад дефинише као скаларни производ вектора силе и вектора помераја:
{\displaystyle A={\vec {F}}\cdot {\vec {r}}=|{\vec {F}}|\cdot |{\vec {r}}|\cdot \cos \alpha }

## Геометријска интерпретација
Пошто је познато да је скаларни производ два вектора и производ њиховог интензитета са углом између њих, може се инверзном операцијом израчунати и угао.
{\displaystyle {\vec {a}}\cdot {\vec {b}}=|{\vec {a}}|\,|{\vec {b}}|\cos \theta \,} {\displaystyle \Longrightarrow } {\displaystyle \theta =\arccos \left({\frac {{\vec {a}}\cdot {\vec {b}}}{|{\vec {a}}||{\vec {b}}|}}\right).}

## Троструки производ
{\displaystyle \mathbf {a} \times (\mathbf {b} \times \mathbf {c} )=\mathbf {b} (\mathbf {a} \cdot \mathbf {c} )-\mathbf {c} (\mathbf {a} \cdot \mathbf {b} ),} 
Ova formula pronalazi primjenu u pojednostavljenju vektorskih proračuna u fizici

## Пројекција вектора на вектор
Помоћу скаларног производа може се израчунати пројекција вектора на вектор тј. 
- {\displaystyle {\overrightarrow {a}}{\overrightarrow {b_{0}}}=\mid {\overrightarrow {a}}\mid \ cos\omega ={\overrightarrow {a_{b}}}} скаларна пројекција вектора {\displaystyle {\overrightarrow {a}}} na vektor {\displaystyle {\overrightarrow {b}}}
- {\displaystyle {\overrightarrow {a}}{\overrightarrow {b_{0}}}=\mid {\overrightarrow {a}}\mid \ cos\omega ={\overrightarrow {b_{a}}}} скаларна пројекција вектора {\displaystyle {\overrightarrow {b}}} na vektor {\displaystyle {\overrightarrow {a}}}
- {\displaystyle ({\overrightarrow {a}}{\overrightarrow {b_{0}}})*{\overrightarrow {b_{0}}}=a_{b}{\overrightarrow {b_{0}}}} векторска пројекција вектора {\displaystyle {\overrightarrow {a}}} на вектор {\displaystyle {\overrightarrow {b}}}
- {\displaystyle ({\overrightarrow {a_{0}}}{\overrightarrow {b}})*{\overrightarrow {a_{0}}}=b_{a}{\overrightarrow {a_{0}}}} векторска пројекција вектора {\displaystyle {\overrightarrow {b}}} на вектор {\displaystyle {\overrightarrow {a}}}

## Последице скаларног множења
- {\displaystyle {\overrightarrow {a}}\cdot {\overrightarrow {b}}=0\Rightarrow {\overrightarrow {a}}\bot {\overrightarrow {b}}}[12]
- {\displaystyle {\overrightarrow {a}}{\overrightarrow {a}}=\mid {\overrightarrow {a}}\mid \mid {\overrightarrow {a}}\mid \cos \ 0=\mid {\overrightarrow {a}}\mid ^{2}=>\mid {\overrightarrow {a}}\mid {\sqrt {{\overrightarrow {a}}{\overrightarrow {a}}}}}
- {\displaystyle {\overrightarrow {a}}\perp {\overrightarrow {b}}=>{\overrightarrow {a}}{\overrightarrow {b}}=0}
- {\displaystyle {\overrightarrow {a}}{\overrightarrow {b}}=0=>{\overrightarrow {a}}\perp {\overrightarrow {b}}} ili je bar jedan od vektora {\displaystyle {\overrightarrow {0}}}
- {\displaystyle cos\omega ={\frac {{\overrightarrow {a}}{\overrightarrow {b}}}{\mid {\overrightarrow {a}}\mid \mid {\overrightarrow {a}}\mid }}} ({\displaystyle 0<\omega <\pi })